# القوات الجوية السويدية
القوات الجوية الملكية السويدية (السويدية : Flygvapnet) هي فرع القوة الجوية التابعة للقوات المسلحة السويدية.